# يوهان لاكروا
يوهان لاكروا (بالفرنسية: Yohann Lacroix)‏ هو لاعب كرة قدم فرنسي في مركز حراسة المرمى، ولد في 1 فبراير 1985 في تونون لو بان في فرنسا. لعب مع نادي إنتينت ونادي تامبينس روفرز ونادي كروسيدرز ونادي ليل.

## وصلات خارجية
- يوهان لاكروا على موقع رابطة كرة القدم الفرنسية للمحترفين (الإنجليزية)
- يوهان لاكروا على موقع قاعدة بيانات كرة القدم.إي يو (الإنجليزية)
- يوهان لاكروا على موقع Soccerway.com (الإنجليزية)
- يوهان لاكروا على موقع عالم كرة القدم.نت (الإنجليزية)